# Iven Reventlow (psykolog)
 For alternative betydninger, se Iven Reventlow. (Se også artikler, som begynder med Iven Reventlow)
Iven Eduard Rowland greve Reventlow (2. juni 1926 på Rudbjerggaard – 20. juli 2003) var en dansk modstandsmand og adfærdspsykolog.
Iven Reventlow var søn af grev Otto Reventlow, som allerede døde, da Iven Reventlow var tre år gammel, og han boede som gymnasieelev med sin moder Ada Reventlow, sin broder Claus, sin halvkusine Janicke Knudtzon samt Kristine Mors, der var hushjælp i Klampenborg, hvor familien husede modstandsfolk. Fra august 1944 i indgik han i en militærventegruppe. Han deltog også i distribution af Dansk Samlings illegale blad Morgenposten. Han blev i februar 1945 anholdt af Gestapo og indsat i Frøslevlejren, hvilket han har beskrevet i bogen Arresteret af Gestapo (Forlaget Politiske Studier 2002).
Han blev uddannet cand.psych., blev i 1954 magister i psykologi fra Københavns Universitet og modtog året efter universitetets guldmedalje. Han var indtil sin pensionering i 1986 lektor ved Psykologisk Laboratorium på Københavns Universitet, hvor dyrepsykologi var kernen i hans mangeårige forskning og undervisning.
Ved siden af sit primære felt beskæftigede Iven Reventlow sig med konfliktforskning og studier af litteraturoplevelser. Hans doktorafhandling fra 1970, Studier af komplicerede psykobiologiske fænomener, beskrev metoder til analyse af psykologiske helheder i menneskers og dyrs naturlige livsmønstre. Reventlow har ydet en speciel indsats i en militærpsykologisk arbejdsgruppe ved udvælgelsen af kommende jagerpiloter – et arbejde, der med stor sandsynlighed har medvirket til at nedbringe ulykkesfrekvensen i Flyvevåbnet.
Iven Reventlow døde i 2003. I sin nekrolog i Politiken 27. juli 2003 skrev Ib Damgaard Petersen bl.a.: "Desværre blev universitetsmiljøet i 1970'erne så politiseret, at jeg anser det for at være en væsentlig årsag til, at Iven Reventlow aldrig fik det professorat som hans videnskabelige habitus berettigede ham til."